# Buchenwälder Dodau
Buchenwälder Dodau este o arie protejată (arie specială de conservare — SAC, sit de importanță comunitară — SCI) din Germania întinsă pe o suprafață de 402 ha, integral pe uscat.

## Localizare
Centrul sitului Buchenwälder Dodau este situat la coordonatele 54°08′13″N 10°33′24″E / 54.1369°N 10.5567°E.

## Înființare
Situl Buchenwälder Dodau a fost declarat sit de importanță comunitară în septembrie 2004 pentru a proteja 2 specii de animale. Situl a fost protejat și ca arie specială de conservare în ianuarie 2010.

## Biodiversitate
Situată în ecoregiunea continentală, aria protejată conține 4 habitate naturale: Lacuri eutrofice naturale cu vegetație de tip Magnopotamion sau Hydrocharition, Păduri de fag Luzulo-Fagetum, Păduri de fag Asperulo-Fagetum, Păduri de stejar sau de stejar și carpen sub-atlantice și medio-europene de Carpinion betuli.
La baza desemnării sitului se află mai multe specii protejate:
- păsări (1): ciocănitoarea de stejar (Dendrocopos medius)
- amfibieni (1): triton cu creastă (Triturus cristatus)

Pe lângă speciile protejate, pe teritoriul sitului au mai fost identificate 1 specie de amfibieni, 8 specii de mamifere.